# هنري وود
هنري وود (7 أبريل 1872 - 1 ديسمبر 1950) (بالإنجليزية: Henry Wood)‏ هو لاعب كريكت بريطاني (وحمل سابقاً جنسية المملكة المتحدة لبريطانيا العظمى وأيرلندا).